# Iridopsis bolinaria
Iridopsis bolinaria är en fjärilsart som beskrevs av Achille Guenée 1858. Iridopsis bolinaria ingår i släktet Iridopsis och familjen mätare. Inga underarter finns listade i Catalogue of Life.